# Straight, No Chaser (album)
Straight, No Chaser è un album discografico del musicista jazz Thelonious Monk, pubblicato nel 1967 dalla Columbia Records.
Il disco è stato ristampato in formato CD nel 1996 con l'aggiunta di tre tracce bonus.

## Tracce
1. Locomotive (Thelonious Monk) - 6:40
2. I Didn't Know About You (Duke Ellington) - 6:52
3. Straight, No Chaser (Th. Monk) - 11:28
4. Japanese Folk Song (Kōjō no Tsuki) (Rentarō Taki) - 16:42
5. Between the Devil and the Deep Blue Sea (Harold Arlen) - 7:36
6. We See (Th. Monk) - 11:37

Tracce bonus nella versione CD
1. This Is My Story, This Is My Song (Phoebe Knapp) - 1:42
2. I Didn't Know About You (D. Ellington) - 6:49
3. Green Chimneys (Th. Monk) - 6:34

## Formazione
- Thelonious Monk - pianoforte
- Charlie Rouse - sax tenore
- Larry Gales - contrabbasso
- Ben Riley - batteria